# Rosentrådsskinn
Rosentrådsskinn (Leptosporomyces roseus) är en svampart som beskrevs av Jülich 1972. Rosentrådsskinn ingår i släktet Leptosporomyces och familjen Atheliaceae.  Arten är reproducerande i Sverige. Inga underarter finns listade i Catalogue of Life.